# Білка (Охтирський район)
Бі́лка — село в Україні, у Тростянецькій міській громаді Охтирського району Сумської області. Колишній орган місцевого самоврядування — Білківська сільська рада. Населення становить ▼1199 осіб.

## Географія
У селі річка Буймир впадає у річку Боромлю. Вище за течією примикає село Микитівка, нижче за течією на відстані 3 км розташоване місто Тростянець, на протилежному березі — село Олексине. Селом протікає струмок з загатою. За 3 км від села розташована найближча залізнична станція Скрягівка.

## Символіка
Герб: щит перетятий зубчасто. У верхньому синьому полі сидить золота білка вправо, що тримає в лапах золоту стрілу вістрям угору. У нижньому червоному полі золотий лапчастий хрест. Щит вінчано червоною цегляною короною.
Прапор: квадратне полотнище, що складається з двох рівновеликих горизонтальних смуг – верхньої синьої та нижньої червоної, розділених зубчасто. На синьому тлі сидить жовта білка вправо, що тримає в лапах жовту стрілу вістрям угору. На червоному тлі жовтий лапчастий хрест.

## Історія
Заснування села на городищі в межах Путивльського воєводства втікачами-козаками можна відносити десь до 1571-1598 років. Козацьких отаманів Білчанської сотні Агея Мартинова та Василя Андреєва згадує у своєму донесенні Білгородському воєводі ще у 1589 році Путивльський воєвода Григорій Борисов.
У 1650-х роках, зі встановленням Гетьманщини, була сформована Більчанська сотня.
У 1676 році була збудована Перша Миколаївська церква на високому бугрі. За інформацією з документів, храм згорів разом зі всім майном, тому у 1744 році коштами парафіян було збудовано нову церкву. До її будівництва мав відношення Дмитро Скряга, родина якого служила в церкві аж до 1830 року. 1852 року священики Олександр Губський та Василь Яковлєв виступили з ініціативою будівництва нової мурованої церкви, яка й була зведена 1858 року та стоїть і донині.
Протягом своєї історії Більчанська сотня мала наступних сотників:
- В 1676 році – Василь Ковальчук
- В 1686 році – сотник Прокіп Самійлов
- В 1704 році – сотник Панас Пештич;
- В 1726 році – сотник Михайло Лук’янов;
- В 1738 році – сотник Степан Рижкевич;
- В 1759 році – сотник Лев Карпов;
- В 1764 році – Іван Матюшинський, останній сотник Білківської сотні.

У XVIII столітті слобода Білка — центр Більчанської сотні Охтирського слобідського козацького полку; після 1765 року — військова слобода Боромлянського комісарства Охтирської провінції. Станом на 1779 рік у слободі Білка Охтирського повіту Харківського намісництва проживало 1359 осіб (1351 «військовий обиватель» і 8 «власницьких підданих»).
За даними на 1864 рік у казенній слободі Боромлянської волості Охтирського повіту Харківської губернії мешкало 2933 особи (1448 чоловічої статі та 1485 — жіночої), налічувалось 460 дворових господарств, існувала православна церква, відбувався щорічний ярмарок та базари.
За переписом 1897 року кількість мешканців зросла до 3354 осіб (1647 чоловічої статі та 1707 — жіночої), з яких 3347 — православної віри.
Станом на 1914 рік село було центром окремої, Більчанської волості, кількість мешканців зросла до 5189 осіб.
Під час організованого радянською владою Голодомору 1932—1933 років померло щонайменше 303 жителі села.
17 липня 2020 року, в результаті адміністративно-територіальної реформи та ліквідації Тростянецького району,  село увійшло до складу Охтирського району.
Впродовж лютого-березня 2022 року село було окуповано рашистськими окупантами. Після звільнення села від окупантів булои знайдені залишки хімічної зброї — нервово-паралітичну речовину зарин та інші хімікати. За словами мера Тростянця Юрій Бова:
|  | «Виявили ампули. Нині цим займається Служба безпеки України. Можливо, цією хімічною речовиною окупанти хотіли бити або Києвом, або Полтавою, або іншими містами», — заявив мер. |

За місяць окупації села окупанти розставили багато розтяжок, замінували цвинтар, лісопосадки, паркові зони, адміністративні об'єкти.

## Відомі особи
- В'юник Андрій Олексійович (1914—2003) — український мистецтвознавець.
- Сміян Іван Семенович (нар. 1929) — український вчений у галузі медицини, педіатр.